# Stimulare sexuală

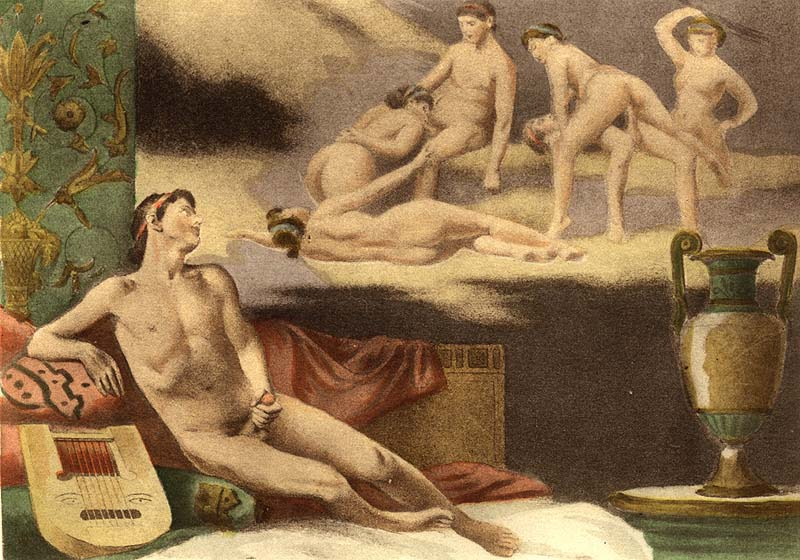
Fanteziile reprezentate ca stimul sexual

Stimularea sexuală reprezintă orice fapt care duce la excitare sexuală sau orgasm. Stimularea sexuală este un termen larg, înțeles de obicei ca însemnând atingerea fizică a organelor genitale sau a altor părți ale corpului. Cu toate acestea, termenul poate include stimuli care afectează mintea (fantezii sexuale), sau alte simțuri. 
O stimulare fizică suficientă a organelor genitale duce, de obicei, la orgasm. Stimularea poate fi făcută de sine (masturbare sau fantezie sexuală) sau de un partener sexual (raport sexual sau altă activitate sexuală), prin utilizarea de obiecte sau instrumente sau printr-o combinație a acestor metode.